# Львівське вище військово-політичне училище

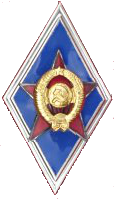
Нагрудний знак для осіб, які завершили навчання у вищих військових навчальних закладах Збройних сил СРСР.

Львівське вище військово-політичне училище (рос. Львовское высшее военно-политическое училище) — колишній радянський військовий навчальний заклад, один з провідних навчальних закладів у системі військової освіти Міністерства оборони СРСР. Училище здійснювало підготовку офіцерів за спеціальностями: «культурно-освітня робота» і «військова журналістика» для всіх видів, родів військ (сил) Збройних сил СРСР.
Термін навчання 4 роки. Після закінчення училища присвоювалося військове звання лейтенанта, кваліфікація офіцера з вищою військово-політичною освітою і вручався диплом загальносоюзного зразка. У військово-політичні училища приймалися військовослужбовці строкової і надстрокової служби, випускники суворовських і нахімовських училищ, прапорщики і мічмани, а також цивільна молодь з числа членів і кандидатів в члени КПРС і комсомольців, рекомендованих політорганами або районним (міським) комітетом ВЛКСМ які виявили бажання і придатних за станом здоров'я для служби в ЗС СРСР.
Розташування: СРСР, УРСР, Львівська область, м. Львів, Радянський район, вул. Гвардійська, 32.

## Історія
18 листопада 1939 року на підставі Директиви Генерального штабу РСЧА створено військово-політичне училище з дислокацією в м. Брянськ Орловської області — Брянське військово-політичне училище.
У січні 1940 року два курсантських батальйони (по п'ять рот в кожному) приступили до занять.
18 січня 1941 року училище здійснює свій перший достроковий випуск — 528 курсантам присвоєно звання молодшого політрука.
1939—1941 роки — період становлення училища. За цей час воно підготувало для Червоної армії 941-го політпрацівника.
З серпня по жовтень 1941 року училище евакуююється у м. Бобров Воронезької області.
У зв'язку з наближенням фронту з жовтня 1941 року по квітень 1944 року училище дислокується в м. Халтурин Кіровської області. Особовий склад навчального закладу взяв активну участь в зборі коштів на будівництво танкової колони.
За роки Німецько-радянської війни ним підготовлено понад 8 тисяч офіцерів-політпрацівників. За мужність у роки війни 16 вихованцям закладу присвоєно звання Героя Радянського Союзу: В. С. Агеєву, М. А. Булатову, М. Г. Булдакову, И. А. Василенко, А. Н. Волохову, М. Г. Гайнутдінову, П. Е. Гора, П. А. Дудчику, Ф. П. Єфремову, М. Г. Замулі, Н. Я. Казакову, Н. Г. Колосову, Л. П. Ляхову, И. Я. Пічугіну, М. В. Філімонову, Н. М. Якупову. Закінчив училище й повний кавалер ордена Слави В. Ф. Кириленко.

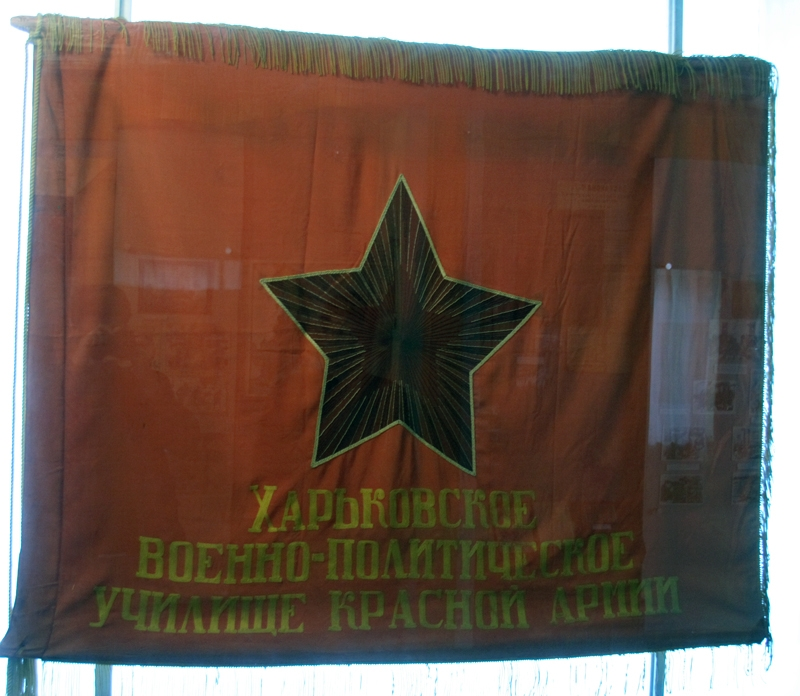
Знамено Харківського військово-політичного училища Червоної армії — Бойове знамено Львівського вищого військово-політичного ордена Червоної Зірки училища

Згідно директиви начальника Головного політичного управління Робітничо-селянської Червоної армії від 11 серпня 1944 року училище переводиться в м. Харків і дислокується там до 1947 року, в зв'язку з чим перейменовується в Харківське військово-політичне училище Червоної Армії.
Курсанти залучаються до надання допомоги мешканцям звільнених районів у відновленні народного господарства. У жовтні 1945 року училище переходить на штат мирного часу і дворічний термін навчання. У листопаді 1946 року — перший післявоєнний випуск.
У березні 1947 року навчальний заклад передислокується в м. Львів. Згідно з наказом Міністра Збройних сил СРСР від 4 вересня 1947 роки йому присвоюється нове найменування — Львівське військово-політичне училище. Свій перший випуск у Львові училище робить у 1950 році. У 1949 році штат училища розширюється за рахунок включення 10-місячних курсів перепідготовки редакторів дивізійних і армійських газет. Перший випуск редакторів багатотиражок відбувся в липні 1950 року. У 1951 році навчальний заклад розформовано.
Згідно з наказом Військового міністра СРСР від 5 червня 1951 року на його базі створюються Львівські курси з підготовки політскладу Радянської Армії. Курсанти мали змогу пройти артилерійський, танковий або газетний цикл навчання. З 11 грудня 1955 року в відповідно до директиви Генерального штабу Міністерства оборони СРСР курси отримують трохи видозмінену назву — Львівські курси політскладу Радянської Армії.
З 15 квітня 1958 року згідно директиви Генерального штабу ЗС СРСР навчальний заклад отримує нове найменування — Львівське військово-політичне училище Радянської Армії і починає готувати працівників військових культурно-просвітніх установ і редакцій військових газет.
У складі училища діють курси підготовки політскладу сухопутних військ. У липні 1961 року відбувся перший випуск культпросвітпрацівників й військових журналістів, які закінчили повний курс військово-політичного училища.
30 грудня 1961 року Рада міністрів СРСР Постановою № 1166—497 перетворює ЛВПУ РА в Львівське вище військово-політичне училище Радянської Армії і Військово-Морського Флоту. З цього ж року училище починає готувати фахівців для соціалістичних й країн, що розвиваються. Разом з радянськими курсантами в училищі навчалися курсанти і слухачі з Європи, Азії, Африки і Латинської Америки. 25 липня 1963 року відбувся перший випуск офіцерів з вищою військово-політичною освітою.
Постановою ЦК КПРС від 21 січня 1967 року «Про заходи щодо поліпшення партійно-політичної роботи в Радянській Армії і Військово-Морському флоті» вводиться інститут заступників командирів рот, батарей, ескадрилей з політичної частини, що передбачає створення мережі вищих військово-політичних училищ з підготовки політпрацівників з урахуванням специфіки видів Збройних сил СРСР. У березні — червні 1967 року було утворено 8 військово-політичних училищ, а до кінця 90-х років в Радянському Союзі було вже 11 вищих військово-політичних училищ, а також одне вище політичне училище МВС СРСР, і одне вище прикордонне політичне училище КДБ СРСР. Відповідно до наказу Міністра оборони СРСР від 15 червня 1967 року ЛВПУ СА і ВМФ зі збереженням профілю підготовки курсантів перейменовується в Львівське вище військово-політичне училище.
У 1965 році футбольна команда училища — «ЛВВПУ» стала фіналістом, а в 1966 і 1968 роках, володарем Кубку УРСР серед колективів фізкультури.
За великі заслуги в підготовці офіцерських кадрів для Збройних сил СРСР і в зв'язку з 30-річчям Перемоги радянського народу у Німецько-радянській війні 1941—1945 рр. Указом Президії Верховної Ради СРСР від 30 квітня 1975 року разом з іншими військовими частинами навчальний заклад нагороджується Орденом Червоної Зірки.
У 1978 році за успішну діяльність щодо підвищення боєготовності збройних сил Чехословацької Соціалістичної Республіки ЛВВПОЧЗУ нагороджується Орденом Червоної Зірки ЧССР.
Команда КВК училища «Ескадрон гусар» брала участь у другому фестивалі команд КВК «КіВіН 1991» (що проходив у місті Тюмень), після чого була запрошена до Вищої ліги КВК у якій грала два сезони — у 1991 й 1992 роках.
Члени туристичного клубу «Полум'я» ЛВВПОКЗУ неодноразово ставали призерами чемпіонатів ЗС СРСР, регіональних та окружних змагань. На його базі розроблялися нові методики ведення військово-туристичної діяльності, здійснювалася підготовка кваліфікованих інструкторів-фахівців з гірської та спелеологічної підготовки для збройних сил СРСР.
У 1991 році в зв'язку з розпадом СРСР значна частина установ культури й ЗМІ збройних сил перейшла у підпорядкування відновленим незалежним державам. Велика частина курсантів останнього курсу училища поїхала до Москви. У цей складний момент начальник Управління культури Комітету по роботі з особовим складом збройних сил РФ генерал-майор Якімов В. І. й його заступник капітан I рангу Попов В. П. вжили рішучих дій зі збереження кадрового потенціалу. Керівництвом комітету по роботі з особовим складом відповідно до подання Управління культури було прийнято рішення здійснити випуск прибулих до Москви курсантів останнього курсу ЛВВПОКЗУ на базі Гуманітарної академії збройних сил РФ, який і було проведено 1992 року.
У квітні 1992 року за домовленістю з російською стороною про передачу до складу академії після закінчення навчального року всіх курсантів, які відмовилися складати присягу на вірність народу України до російської Гуманітарної академії збройних сил прибуло близько 75 відсотків особового складу ЛВВПОКЗУ. Разом з курсантами до Росії вибули офіцери училища підполковник Колотило А. А., Марков А. А., капитан І рангу Наугольний А. М. й інші. Важливу роль в організації переговорів зіграли заступник начальника Гуманітарної академії генерал-лейтенант Золотарьов О. В., колишній начальник ЛВВПОКЗУ, й відсторонений від посади останній начальник училища генерал-майор Пушнов І. А.
Для подальшого навчання курсантів, які прибули зі Львова до Гуманітарної академії збройних сил був створений факультет культури і журналістики, де з 1 липня 1992 року розпочалася підготовка офіцерів культурно-дозвільної роботи та офіцерів — журналістів.
Відповідно до Постанови Кабінету Міністрів України № 490 від 19.08.1992 року Львівське вище військово-політичне ордена Червоної Зірки училище (ЛВВПОКЗУ) перейменовано у Львівське вище військове училище з одночасним припиненням набору курсантів і його подальшою ліквідацією. Будівлі, споруди та прилеглі території підлягали передачі на баланс Відділення військової підготовки при Державному університеті «Львівська політехніка» де в подальшому спільно Міністерствами оборони й освіти і науки проводиться підготовка курсантів технічного та гуманітарного профілівЛьвівського державного університету, Львівської державної консерваторії, Львівського інституту фізичної підготовки та вищезазначеного Державного університету "Львівська Політехніка". Паралельно проводиться підготовка студентів військових кафедр вищевказаних навчальних закладів з присвоєнням, по закінченню, офіцерських звань.
6 листопада 1997 року відповідно до Постанови Кабінету Міністрів України № 1220 відділення підвищено до статусу військового інституту, в зв'язку з чим йому присвоюється і нове найменування — Військовий інститут Державного університету «Львівська політехніка».
10 листопада 2000 року відповідно до Указу Президента України № 1221/2000 інститут отримує почесну назву ордена Червоної Зірки і почесне ім'я гетьмана Петра Конашевича-Сагайдачного в зв'язку з чим йому присвоюється і нове найменування — Львівський військовий ордена Червоної Зірки інститут імені Петра Сагайдачного національного університету «Львівська політехніка».
Постановою Кабінету Міністрів України № 381 від 26 травня 2005 року навчальний заклад реорганізовано в Львівський ордена Червоної Зірки інститут Сухопутних військ імені Петра Сагайдачного національного університету «Львівська політехніка» і з 1 вересня 2006 року розпочинає здійснювати підготовку військових фахівців за всіма спеціальностями Сухопутних військ Збройних Сил України.
13 травня 2009 року уряд України прийняв постанову № 467 про реорганізацію навчального закладу шляхом його виведення зі складу Національного університету «Львівська політехніка» та перетворення на Академію сухопутних військ імені гетьмана Петра Сагайдачного зі створенням в її складі військового коледжу сержантів.

## Нагороди
- Орден Червоної Зірки (1975);
- Орден Червоної Зірки (ЧССР) (1978).

## Структура

### Факультети
- Журналістики
  - Начальники:
    - Орлов Григорій Дмитрович
- Культурно-просвітницької роботи
- Спеціальний
- Відділення заочного навчання

### Кафедри
- Журналістики
  - Начальники:
    - кандидат історичних наук, доцент, полковник Свинаренко Михайло Степанович
    - полковник Ужегов Тимофій Іванович
    - полковник Хамов Віктор Іванович
    - полковник Падерін Олександр Олександрович
- Марксистсько-ленінської філософії
- Партійно-політичної роботи
- Історії КПРС
- Наукового комунізму
- Політичної економії і військової економіки
- Військової педагогіки та психології
- Тактики і загальновійськових дисциплін
- Іноземних мов
- Фізичної підготовки та спорту

## Начальники училища
- Устьянцев А. Ф., батальйонний комісар (1939—1941)

- Лепехін А. М., генерал-майор (1941—1944)

- Корабльов А. С., кандидат філософських наук, доцент, полковник (1944—1947)

- Загорулько Г. Ф., полковник (1947—1952)

- Ліпенцев І. М., генерал-майор (1952—1970)

- Новіков Василь Петрович[ru], генерал-полковник (1970—1974)

- Зінов'єв В. К., генерал-майор (1974—1981)

- Паршутін Микола Якимович, полковник (1981—1983)

- Золотарьов Олег Валентинович, генерал-лейтенант (1983—1987)

- Пушнов І. А., генерал-майор (1988—1991)

## Викладачі
- Петрашин Іван Матвійович[ru] (1940—1941)
- Провозін Валерій Володимирович[ru]
- Ревков Іван Іванович[ru]

## Цікаві факти
У кінці 1960-х — на початку 70-х років у Львівському вищому військово-політичному училищі викладава полковник Б. М. Чубайс — батько відомого російського політика А. Б. Чубайса.